# Bültsee
Der Bültsee (dänisch: Bulsø) liegt zwischen Schleswig und Eckernförde südlich von Kosel, auf dem Schnaaper Sander (benannt nach dem Ort Schnaap) im Norden von Schleswig-Holstein. Es handelt sich um ein Toteisloch, das in der letzten Kaltzeit (Weichsel-Eiszeit) entstanden ist.
Der See gilt als oligotroph (nährstoffarm) und ist Standort von Pflanzen, die nur an nährstoffarmen Gewässern gefunden werden, wie z. B. Wasserlobelie, Brachsenkraut, Strandling und Wechselblütiges Tausendblatt. Die Seeufer sind Brutgebiet des Flussregenpfeifers.
Der See und sein Uferbereich stehen seit 1982 unter Naturschutz (NSG Bültsee und Umgebung) und wird derzeit (Stand 2019) von Galloway des Vereins Bunde Wischen e.V. beweidet. Beabsichtigt wird damit die 

„... Erhaltung eines in weitgehend baumfreier Landschaft liegenden, nährstoffarmen Sees und seiner Uferbereiche einschließlich der hier lebenden charakteristischen Pflanzen und Tiere"“

Der See wird vom Grundwasser gespeist und hat weder Zu- noch Abfluss. Am Westufer befindet sich eine Badestelle (zwischen Eckernförde und Fleckeby nahe der B 76)
Der Name des Sees ist um 1600 erstmals schriftlich dokumentiert. Das Präfix leitet sich vom altdänischen bolt in der Grundbedeutung ründliche Erhöhung (vgl. auch idg. *bhel≈aufschwellen, sprudeln, rund sein) ab.